# 新旅客交通

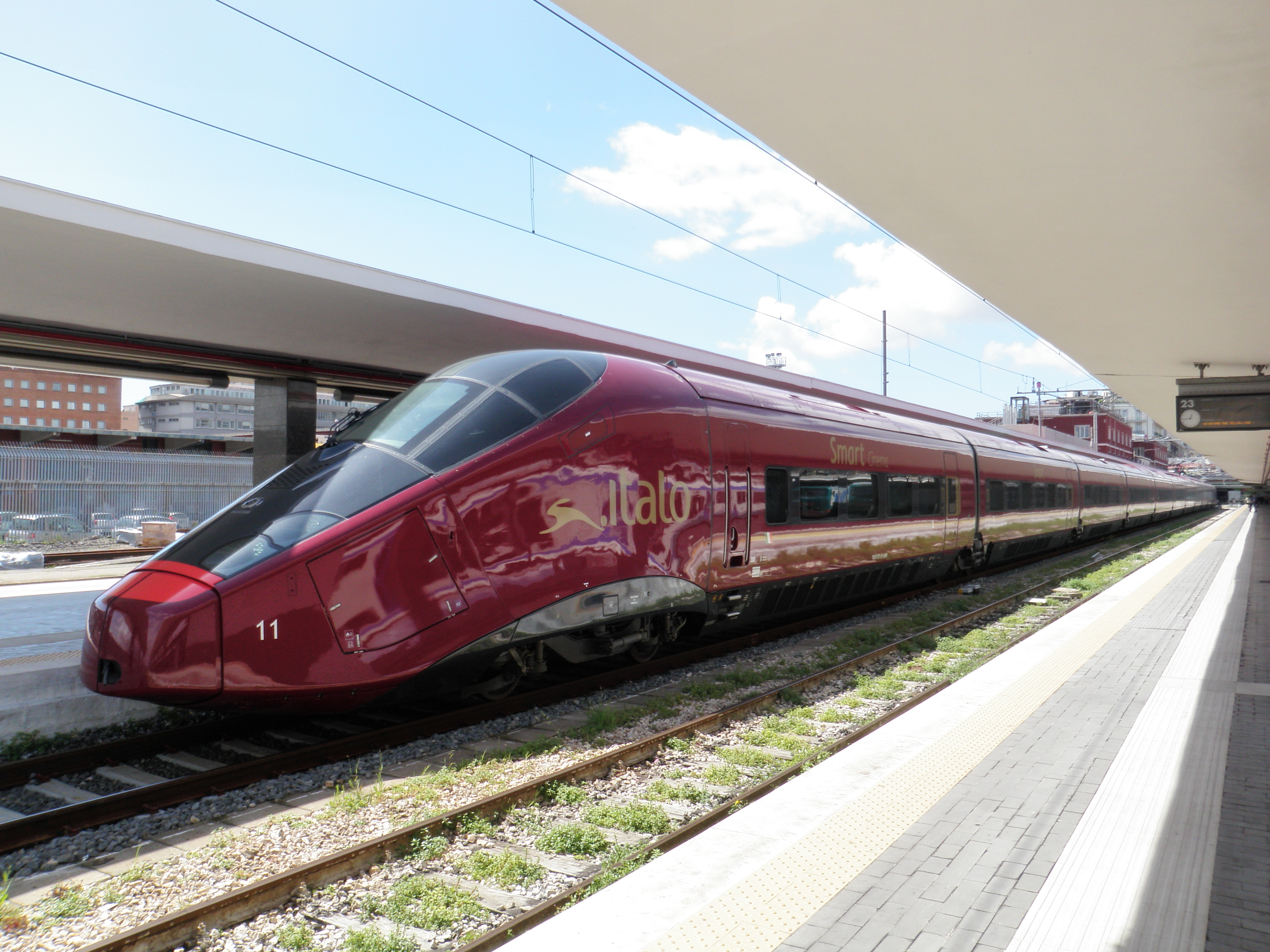
新旅客交通列車

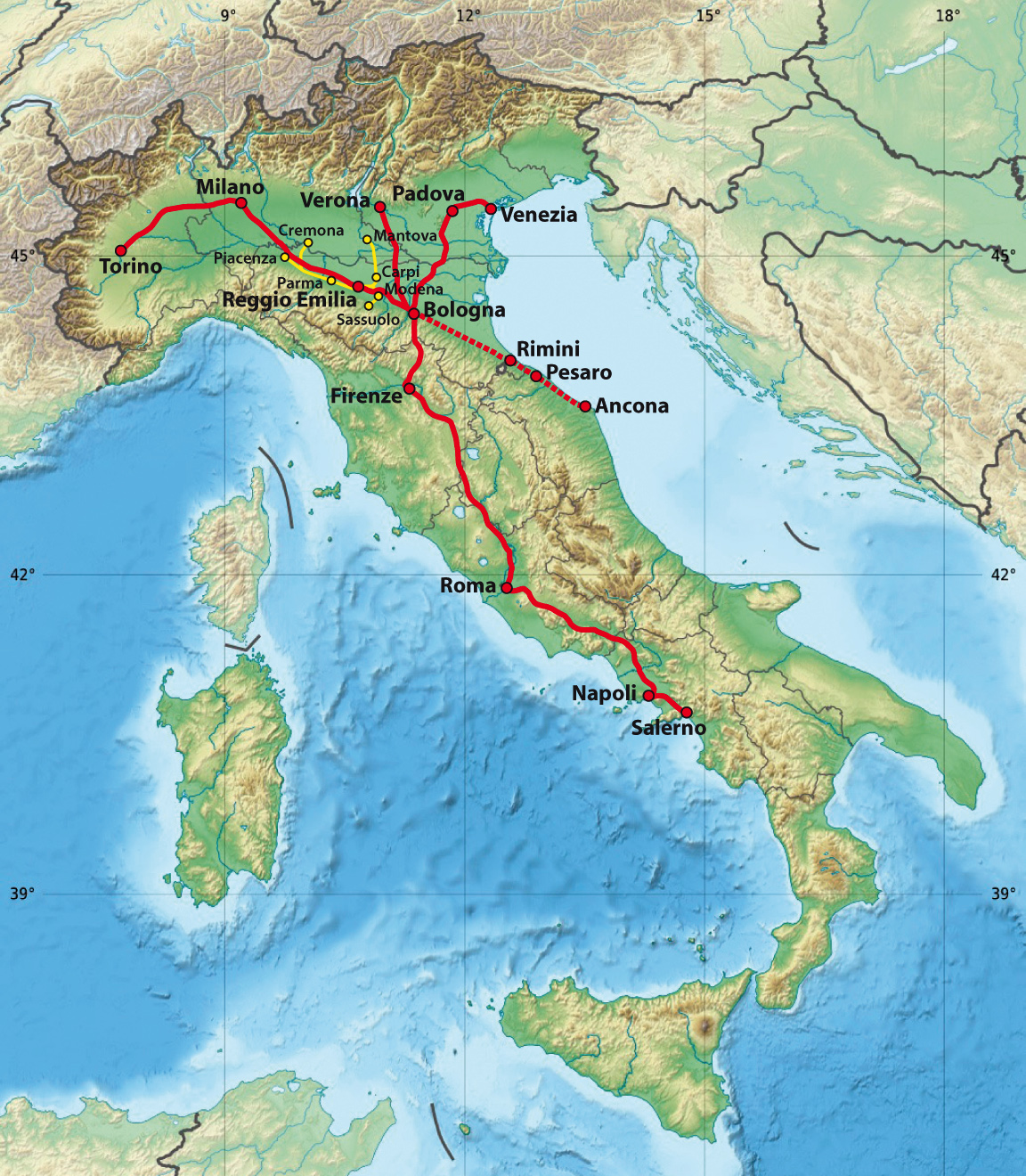
路線圖

新旅客交通（義大利語： S.p.A., NTV）或Italo是義大利的一家成立於2006年12月的鐵路客運公司，总部位于罗马。Italo於2012年4月28日正式營業，主要運營義大利高速鐵路。2023年Italo收购itabus公司并開展城際巴士業務。

## 法拉利高铁
Italo公司的列车由公司董事，法拉利公司前主席卢卡·克劳德洛·迪·蒙特泽莫罗向法国阿尔斯通定制，车身设计和内饰采用了法拉利式的流线设计和酒红色。

## 外部連結
- Online reservation （页面存档备份，存于） （英文）